# Junts per Catalunya (partito politico)
Uniti per la Catalogna (in catalano Junts per Catalunya, Junts o JxCat), è un partito politico spagnolo attivo nella comunità autonoma della Catalogna, di orientamento indipendentista-sovranista e socioliberale fondato nel 2020 da Carles Puigdemont, ex-Presidente della Generalitat de Catalunya ed europarlamentare.

## Storia
Annunciato il 2 luglio 2020 a seguito del fallimento dei negoziati con il Partito Democratico Europeo Catalano (PDeCAT) sulla riorganizzazione dello spazio politico post-convergente sotto l'ombrello della coalizione "Insieme per la Catalogna", il Congresso di fondazione del partito si è svolto tra il 25 luglio e il 3 ottobre, dopo essere stato lanciato il 18 luglio con la presentazione pubblica del suo logo e dell’identità politica da parte di Elsa Artadi e Marta Madrenas.
Il partito, tuttavia, pur essendovi formalmente succeduto, coesiste ancora informalmente con la vecchia alleanza, a seguito dello scontro Puigdemont-PDeCAT sui diritti di proprietà del logo, con quelli del partito che sono stati rilevati dal primo, mentre il secondo mantiene ancora i diritti sulla coalizione elettorale e sui finanziamenti pubblici.